# Mariage chez les Bodin's
Série
Amélie au pays des Bodin's (2010) 
Pour plus de détails, voir Fiche technique et Distribution.
Mariage chez les Bodin's est un film français sorti le 23 avril 2008 réalisé par Éric Le Roch et coécrit par Les Bodin's (Vincent Dubois et Jean-Christian Fraiscinet).

## Synopsis
Christian Bodin a invité une équipe de reporters à le suivre dans sa vie à la ferme, pendant les 10 jours précédant son mariage avec Claudine Billotte. C'était sans compter sur le caractère de sa mère, Maria Bodin, qui n'aime pas qu'on soit à l'observer comme ça.

## Fiche technique
- Scénario original : Éric Le Roch, Vincent Dubois et Jean-Christian Fraiscinet
- Produit par : Jean-Pierre Bigard
- Musique originale : Alain Bernard Franco Perry
- Image : Jean-Michel Fouque
- Son : François Lalande, Emmanuel Bonnat et Marie-Clotilde Chéry
- Monteur image : Bertrand Boutillier
- Mixeur : Philippe Lauliac
- Effets spéciaux : Autrechose
- Making of : Bertrand Boutillier

## Distribution
- Jean-Christian Fraiscinet : Christian Bodin
- Vincent Dubois : Maria Bodin
- Jean-Pierre Durand : Robert Zinzette
- Muriel Dubois : Claudine Billotte puis Claudine Bodin
- Faru : le boucher
- Carole Massana : la femme du boucher
- Jean-Pierre Bigard : le contrôleur sanitaire
- Louis-Marie Audubert : Chouquette
- Philippe Manesse : l'abbé Rouette
- Pierre Aucaigne : Momo
- Johan Corbeau : le père Billotte
- Alain Bernard : le musicien
- Jean-Gilles Barbier : l'ami de Chouquette
- Christèle Chappat : une Invitée du mariage

et les habitants de Descartes (Indre-et-Loire)

## Production
Fin 2006, les Bodin's souhaitaient bien passer au cinéma. Eric Le Roch aimerait faire un nouveau film, qui sorte des cases habituelles de la production. Ils se retrouvent chez leur ami le musicien/comique Alain Bernard et tombent rapidement d'accord pour raconter une histoire sous la forme d'un « faux documentaire », pastichant l'émission Strip-Tease.
En quelques mois, le scénario est bouclé. Eric Le Roch fait appel à quelques amis comédiens et techniciens et leur propose de s'embarquer dans l'aventure, produite par le producteur de la pièce, Jean-Pierre Bigard. Le projet n'est soutenu que par M6 Vidéo, distributeur des DVD des pièces de théâtre.
En juin-juillet 2007 à Descartes (Indre-et-Loire), dans la ferme servant de Théâtre en plein air pour la pièce Les Bodin’s Grandeur nature, ainsi que dans les villes alentour pour l'équivalent de six jours de tournage, épaulés par l'équipe des bénévoles de la pièce et soutenus par toute la population : une centaine de figurants ont été sélectionnés pour les scènes du mariage, parmi le millier qui auraient aimé y participer; rien que pour la fanfare, une quarantaine de volontaires se présentaient. Les comédiens viennent à Descartes le temps de faire leur scène (40 minutes pour le rôle de Chouquette); si l'un d'eux ne peut finalement pas venir, Eric Le Roch convainc le producteur Jean-Pierre Bigard de tenir le rôle du contrôleur sanitaire...
C'est ainsi qu'avec quelques scènes improvisées, l'équipe ramène 2 h 40 de film. Après quelques semaines de montage et autres finitions, c'est un film d'1 h 30 qui suit une série de projections test. On convainc alors un distributeur, Pascal Verroust (ADR) qui trouve un circuit de diffusion original. Il est décidé de concentrer la sortie sur la Région Centre où les Bodin's sont des vedettes, puis de voyager de région en région pour finir en région parisienne. C'est ainsi que les avant-premières se dérouleront en région Centre début avril 2008, réunissant 9 000 spectateurs, dont 2 200 lors de la séance à Bourges, un record pour le réseau CGR.

## Accueil

### Sortie
Le film est sorti en Région Centre le 23 avril 2008, avec une dernière projection pour le 31 décembre au CGR de Tours.

### Box-office
Le film a réuni près de 120 000 spectateurs, se classant au deuxième rang des films les plus rentables de 2008, juste derrière Bienvenue chez les Ch'tis.

## Autour du film

### Suite
Une suite est tournée en septembre 2009 : Amélie au pays des Bodin's.